# Rima Artsimovich
Rima Artsimovich és una estructura geològica del tipus rima a la superfície de la Lluna, situada amb el sistema de coordenades planetocèntriques a 27.7 ° de latitud N i -38.44 ° de longitud E. Fa un diàmetre de 68.06 km. El nom va ser fet oficial per la UAI el 1985 i fa referència al proper cràter Artsimovich.